# Гундаров, Игорь Алексеевич
Игорь Алексе́евич Гу́ндаров (род. 11 мая 1947, Майкоп) — советский и российский врач, специалист в области эпидемиологии и медицинcкой статистики, демографии, философии; кандидат философских наук, доктор медицинских наук, профессор, главный научный сотрудник НИИ общественного здоровья и управления здравоохранением Московской медицинской академии им. И. М. Сеченова.
Входит в руководство Народно-патриотической партии России «Власть народу». Публицист, лауреат премии Союза писателей России (2009).
Академик общественной академии РАЕН.
Неординарные заявления Гундарова дали повод называть его «ковид-диссидентом»; сам Гундаров не считает себя таковым ().

## Биография
Родился 11 мая 1947 года в городе Майкоп (Адыгейская автономная область, ныне Адыгея).
В 1971 году окончил Ставропольский медицинский институт.
В 1975 году окончил специальную ординатуру для работы в странах Азии и Африки.
В 1982 году окончил аспирантуру Института философии АН СССР.
В 1983 году защитил диссертацию на соискание учёной степени кандидата философских наук по теме «„Отношение“ как философская категория» (специальность 09.00.01 — диалектический и исторический материализм).
В 1986 году — курс ВОЗ по эпидемиологии рака в Берлине (ГДР) и курс по эпидемиологии и статистике при Лондонском университете.
В 1988—1989 гг. занимал должность эксперта европейского регионального бюро ВОЗ.
В 1990 г. являлся делегатом XXVIII съезда КПСС.
В 1991 году во Всесоюзном научно-исследовательском центре профилактической медицины защитил диссертацию на соискание учёной степени доктора медицинских наук по теме «Особенности центральной гемодинамики и гемодинамики головы как факторы риска основных неинфекционных заболеваний и смертности».
В 1994—2003 годах — профессор Российской медицинской академии последипломного образования.
В 1996 году стал членом РАЕН.
В 1996—2005 годах и в 2010 году — заведующий лабораторией системных исследований здоровья Государственного научно-исследовательского центра профилактической медицины Минздравсоцразвития РФ.
В 2008—2011 гг. занимал должность эксперта по демографии Государственной думы РФ пятого созыва.
В 2016 году стал одним из учредителей московского отделения Народно-патриотической партии России «Власть народу», в июне 2021 года отделение как самостоятельное юридическое лицо ликвидировано. На 2021 год — заместитель председателя партии по идеологии.
В 2020 году является сотрудником Сеченовского университета в должности «Главный специалист по организации общественного здоровья», которая относится к административно-управленческому персоналу.
В конце 2020 года Гундаров создал региональную общественную организацию защиты прав, здоровья и благополучия человека (Сокращенно БОЗЭП) и в настоящее время занимает должность председателя учёного совета.
В 2023 году занимает должность заведующего кафедрой валеологии и социальной медицины Университета естественных и гуманитарных наук, которая относится к административно-управленческому персоналу.
Гундаров говорит о себе как о «поклоннике марксизма».

## Семья
Женат, двое детей.

## Демографическая концепция Гундарова
В 1997 году И. А. Гундаров сформировал концепцию эпидемиологии духовности — нетрадиционного направления профилактической медицины.
Будучи руководителем лаборатории Государственного научно-исследовательского центра профилактической медицины Минздрава РФ, Гундаров утверждал, что «алкоголизация, табакокурение и экологическое неблагополучие не являются существенными факторами резкого роста смертности», а решающим фактором, по его мнению, является духовное неблагополучие (ощущение безысходности, ненужности, потеря смысла жизни), «депопуляция определяется смятением народного духа». Другой причиной снижения численности населения Гундаров считает капиталистические реформы 1990-х.
Чтобы создать условия для роста численности населения, по мнению Гундарова, необходимо изменить духовную атмосферу в обществе, вдохнуть в людей энергию оптимизма, совместить уважение к личности и преимущества коллективизма и вернуть советскую власть. Лучшим периодом в истории страны он считает НЭП 1920-х годов.
Другие специалисты оспаривают мнение Гундарова о причинах снижения численности населения, его заявления подвергаются критике, как не имеющие опоры на научные источники и основанные на ложных аргументах, специалисты отмечают игнорирование им достижений социологии.
Некоторые исследователи отмечают влияние религиозности Гундарова на его научные взгляды, а также порицают Гундарова за следование политической моде в его научных публикациях.

## Публичные заявления И. А. Гундарова
Начиная с 2004 года, И. А. Гундаров неоднократно утверждал, что Виктор Ющенко болен проказой и способен заразить или заразил других людей, в том числе лидеров других стран, в частности, В. В. Путина.

### Выступления по поводу пандемии COVID-19
Выступления Гундарова касательно пандемии COVID-19 излагались им в интервью ряду СМИ и видеоматериалах.
Заявления Гундарова привели к тому, что оппоненты стали его называть «ковид-диссидентом». При этом сам Гундаров не считает себя таковым, обосновывая это тем, что он не отрицает наличия болезни.
Мнение Гундарова о завышении официальной статистики смертности не согласуется с другими данными.
Демографические потери вследствие пандемии COVID-19 большинство исследователей предпочитают измерять при помощи избыточной смертности (превышения смертности над обычным уровнем).
Согласно расчётам, опубликованным в журнале Economist, для России с апреля 2020 года по июнь 2021 года избыточное число смертей составило 580 тысяч человек, что существенно превышает официальные российские данные о числе умерших от COVID-19 (130 тыс. чел.).
В частности, в мае 2020 года Гундаров заявил, что опасность COVID-19 невелика, а статистику заболеваемости по материальным причинам выгодно завышать как на Западе, так и в России.
Тогда же Гундаров заявил, что смертность от этого заболевания также завышена, и высказывал те же взгляды и в последующем, однако масштаб завышения в июне 2020 года оценивал как 25-кратный, а год спустя — «раз в 100, а то и больше» (см. комментарий во врезке).
Гундаров с лета 2020 года последовательно критикует вакцинопрофилактику COVID-19, считает недоказанной безопасность и эффективность вакцин от COVID-19 и ставит себе в заслугу «низкий уровень вакцинированности» в России}.
Несмотря на заявления о недостоверности статистики смертности от COVID-19, Гундаров использует её в попытках доказать, что вакцинация против COVID-19 ведёт к росту смертности от заболевания. Этот тезис Гундарова опровергает демограф Алексей Ракша ().
Весной 2020 года, по мнению Гундарова, российские высокопоставленные чиновники, включая Путина и Собянина, распространяли недостоверные (не соответствующие научным данным) сведения. Введённые в тот период мэром Москвы ограничения для жителей Гундаров считает не обоснованными и ошибочными. В мае 2020 года Гундаров говорил о замене современной «капиталистической социально-экономической модели» на другую, для которой «нужна новая общественно-экономическая формация, которую принесёт революция», а в июне 2021 года он заявил о намерении «осенью … провести трибунал» над распространителями недостоверной информации.
Помимо того, Гундаров заявляет, что как в России, так и на Западе у политиков «развился социально-шизоидный психоз на почве коронавируса».

## Критика
Тезис о том, что рост числа вакцинаций против COVID-19 ведёт к росту смертности от этого заболевания, Гундаров подкрепляет статистикой смертности от COVID-19 в разных странах мира.
Однако, как отмечает демограф Алексей Ракша, статистические данные по смертности от COVID-19 ненадёжны: в малоразвитых странах с низким уровнем вакцинации они крайне низки, в частности, из-за недостатка тестов на COVID-19, а в некоторых странах статистика искажается по политическим причинам.
Поэтому большинство исследователей[кто?] для сравнения смертности от COVID-19 в разных странах использует показатель избыточной смертности (отклонение от обычного для территории уровня смертности), поскольку данные об общей смертности вполне надёжны. Анализ избыточной смертности, проведённый в конце октября 2021 года на основе данных за последние три месяца, показал, что она, как правило, ниже в странах с высоким уровнем вакцинации, особенно если он достиг отметки в 2/3 населения. Тем самым утверждение Гундарова опровергается.

### Научные публикации и монографии
- Гундаров, И. А. Медико-социальные проблемы формирования здорового образа жизни // Медицина и здравоохранение / И. А. Гундаров, Н. В. Киселева, О. С. Копина. — М, 1989. — Вып. 2. — 83 с. — (Формирование здорового образа жизни ; Обзорная информация).
- Гундаров, И. А. Почему умирают в России, как нам выжить? : [Духовное неблагополучие как причина демографической катастрофы]. — М. : Медиа-Сфера, 1995. — 100 с. : ил. — (Факты и аргументы).
- Гундаров, И. А. Парадоксы российских реформ. — М., 1997.
- Гундаров, И. А. Что делать? : Концепция возрождения России. — М. : УРСС, 1998..
- Гундаров, И. А. Пробуждение : пути преодоления демографической катастрофы в России : Учебное пособие для общества и власти / Фонд нац. и междунар. безопасности. — М. : Беловодье, 2001. — 352 с. — ISBN 5-93454-024-6.
- Гундаров, И. А. Духовное неблагополучие и демографическая катастрофа // Общественные науки и современность : журн. — 2001. — № 5. — С. 58–65.
- Гундаров, И. А. Демографическая катастрофа в России : причины, механизм, пути преодоления. — М. : УРСС, 2001. — 206 с. — ББК С73(2)7-24,0. — ISBN 5-8360-0214-2.
- Гундаров, И. А. Демографическая катастрофа в России : причины и пути преодоления // Почему вымирают русские : Последний шанс : сб. / Под общ. ред. И. В. Бестужева-Лады. — М. : Эксмо : Алгоритм, 2004. — 288, [1] с. — (Горячая линия). — ББК С73(2)7,0. — ISBN 5-699-05049-3. 
 Борисов, В. А. Рецензия на сборник статей «Почему вымирают русские. Последний шанс» : [арх. 7 мая 2006] / В. А. Борисов (к. э. н., доц. каф. теории и истории социологии Московского педагогического государственного университета). — 2005.
- Гундаров И. А. Причины и пути преодоления демографической катастрофы в России, на Украине и Белоруссии. — М., 2005.
- И. А. Гундаров, Е. Г. Пономарева, М. А. Левашова, Б. И. Гундаров. Психодемография / Н. Н. Кузьмина (ред). — Москва: Академия труда и социальных отношений, 2020. — 233 с. — 500 экз. — ISBN 978-5-93441-756-8.
- Гундаров И., Редько А. и др. Комплексное экспертное заключение «Исследование решений, принятых органами власти в ходе вспышки заболевания COVID-19». — Лига защитников пациентов. — Москва, 2020. — 118 с.

### Публицистика
Книга
- Гундаров, И. А. Чем болен президент. — М.: Поколение, 2009. — 152 с. — ISBN 978-5-9763-0091-0.

Интервью, газетные статьи
- Кашницкий, Савелий. Рожай, страна огромная : [интервью с И. А. Гундаровым] // Московский комсомолец : газ. — 2000. — № 839 (13 августа).
- Лосото, Александр. Поживите без мужчин : Каждой российской женщине уготованы 15 лет одиночества : [интервью с И. А. Гундаровым] // Российская газета — Федеральный выпуск. — 2004. — № 3596 (6 октября).
- Кашницкий, Савелий. Ющенко не отравлен, а болен проказой? // Аргументы и факты : еженед. газ. — 2008. — № 43 (22 октября).
- Ющенко болен проказой, а не отравлен диоксином, уверен российский эпидемиолог : [арх. 6 сентября 2012] // Известия : газ. — 2006. — 16 мая.
- Чем болен Виктор Ющенко? : [отрывки из книги доктора медицинских наук Игоря Гундарова «Чем болен Виктор Ющенко? Пособие политикам по профилактике лепры.»] : [арх. 8 января 2013] // Известия : газ. — 2008. — 7 августа.